# Студёный Овраг
Студёный Овраг — микрорайон (внутригородской посёлок) в Кировском районе города Самары Самарской области России. Расположен на берегу реки Волги.

## История
При археологических раскопках в Студёном Овраге обнаружены следы пребывания человека в разные эпохи: в каменном веке, эпохи бронзы (рубеж III—II тыс. до н. э.), эпоха раннего железного века (рубеж II—I тыс. до н. э.) и эпохи раннего средневековья (III—VII вв. н. э.).

## Общие сведения
Посёлок находится южнее садового товарищества «Холодок». К востоку от посёлка располагаются СДТ «Нефтяник» и, южнее его, природный лесопарк «Дубки». Южнее посёлка располагается СДТ «Полёт».
На территории посёлка располагается православный храм в честь Иконы Божией Матери «Знамение» (Студёный овраг, 34 Б).
Заезд в посёлок с Волжского шоссе по Демократической улице или по улице «Арена 2018».

## Улицы
- Ул. Студёный Овраг
- Дачная ул.
- Степная ул.
- Ул. Берег реки Волги
- 1-я линия
- 2-я линия
- 3-я линия
- 4-я линия
- 5-я линия
- 6-я линия
- 7-я линия
- 8-я линия
- 9-я линия
- 10-я просека

Достопримечательность Студёного оврага — остатки печи для обжига известняка немца Ротмана на берегу Волги; они хорошо видны с воды. Выше самой печи расположен карьер, в котором добывался известняк.
Другая достопримечательность: памятник, известный местным жителям как «Могила пионера»: на опушке дубового леса — голубой деревянный крест с металлической табличкой «Зверски убит. Царёв Александр Павлович». Раньше крест украшали десятки пионерских галстуков. Кто такой Саша Царёв и от чьих рук погиб 13-летний подросток — неизвестно.